# Bangladesz na Letnich Igrzyskach Olimpijskich 2024
Bangladesz na Letnich Igrzyskach Olimpijskich 2024 - reprezentacja Bangladeszu na Letnich Igrzyskach Olimpijskich 2024, które są rozgrywane w dniach 26 lipca - 11 sierpnia 2024 roku w Paryżu, liczy 5 zawodników - 4 mężczyzn i 1 kobietę.

## Skład reprezentacji

### Lekkoatletyka

#### Konkurencje biegowe
| Zawodnik       | Konkurencja | Eliminacje | Eliminacje | Półfinał | Półfinał | Finał | Finał   | Źródło |
| Zawodnik       | Konkurencja | Wynik      | Miejsce    | Wynik    | Miejsce  | Wynik | Miejsce | Źródło |
| -------------- | ----------- | ---------- | ---------- | -------- | -------- | ----- | ------- | ------ |
| Imranur Rahman | 100 m (m)   | 10,73      | 25.        | NQ       | NQ       | NQ    | NQ      | [ 1 ]  |

### Łucznictwo
| Zawodnik    | Konkurencja             | Runda rankingowa | Runda rankingowa | 1/32             | 1/16             | 1/8              | Ćwierćfinały     | Półfinały        | Finał/BM         | Finał/BM | Źródło |
| Zawodnik    | Konkurencja             | Wynik            | Rozstawienie     | Przeciwnik Wynik | Przeciwnik Wynik | Przeciwnik Wynik | Przeciwnik Wynik | Przeciwnik Wynik | Przeciwnik Wynik | Pozycja  | Źródło |
| ----------- | ----------------------- | ---------------- | ---------------- | ---------------- | ---------------- | ---------------- | ---------------- | ---------------- | ---------------- | -------- | ------ |
| Sagor Islam | mężczyźni indywidualnie | 652              | 45.              | Nespoli P 0-6    | NQ               | NQ               | NQ               | NQ               | NQ               | 33.      | [ 2 ]  |

### Pływanie

#### Kobiety
| Zawodniczka  | Konkurencja          | Eliminacje | Eliminacje | Półfinał | Półfinał | Finał | Finał   | Pozycja | Źródło |
| Zawodniczka  | Konkurencja          | Czas       | Miejsce    | Czas     | Miejsce  | Czas  | Miejsce | Pozycja | Źródło |
| ------------ | -------------------- | ---------- | ---------- | -------- | -------- | ----- | ------- | ------- | ------ |
| Sonia Khatun | 50 m stylem dowolnym | 30,52      | 6.         | NQ       | NQ       | NQ    | NQ      | 64.     | [ 3 ]  |

#### Mężczyźni
| Zawodnik          | Konkurencja           | Eliminacje | Eliminacje | Półfinał | Półfinał | Finał | Finał   | Pozycja | Źródło |
| Zawodnik          | Konkurencja           | Czas       | Miejsce    | Czas     | Miejsce  | Czas  | Miejsce | Pozycja | Źródło |
| ----------------- | --------------------- | ---------- | ---------- | -------- | -------- | ----- | ------- | ------- | ------ |
| Samiul Islam Rafi | 100 m stylem dowolnym | 53,10 s    | 5.         | NQ       | NQ       | NQ    | NQ      | 69.     | [ 4 ]  |

### Strzelectwo
| Zawodnik     | Konkurencja               | Kwalifikacje | Kwalifikacje | Finał | Finał   | Źródło      |
| Zawodnik     | Konkurencja               | Wynik        | Pozycja      | Wynik | Pozycja | Źródło      |
| ------------ | ------------------------- | ------------ | ------------ | ----- | ------- | ----------- |
| Robiul Islam | karabin pneumatyczny 10 m | 624,2        | 43.          | NQ    | NQ      | [ 5 ] [ 6 ] |